# Ответственность во время защиты
Ответственность во время защиты (англ. — the responsibility while protecting (RwP) — это концепция, озвученная президентом Бразилии Дилмой Руссефф на сессии Генеральной Ассамблеи ООН в сентябре 2011 г., призванная дополнить принятую ранее концепцию «ответственность по защите». Главная идея концепции «ответственность во время защиты» заключается в предотвращении массовых жертв среди мирного населения во время осуществления гуманитарного вмешательства.

## История
Гуманитарная операция в Ливии в 2011 г., проведённая под эгидой НАТО, вызвала ряд вопросов, связанных с нарушением международного гуманитарного права. В частности, критике подвергались бомбардировки НАТО по заведомо гражданским объектам, которые повлекли массовую гибель мирного населения. Операция в Ливии фактически подтвердила опасения мирового сообщества, связанные с тем, что концепция «ответственность по защите» может применяться лишь для продвижения узких интересов отдельных государств и свержения неугодных режимов, оставляя без внимания массовую гибель мирных жителей. Официальный представитель Индии в ООН Хардип Сингх Пури заявил: «Действия НАТО в Ливии негативно сказались на отношении к „ответственности по защите“ в мире». Среди стран, выступивших с критикой в адрес НАТО, оказалась и Бразилия.
В своей речи на 66-й сессии Генеральной Ассамблеи ООН президент Бразилии Дилма Руссефф отметила: «Много что уже было сказано о необходимости проведения гуманитарных интервенций для защиты гражданского населения, однако, мало кто уделяет внимание вопросу защиты мирных жителей во время проведения самих операций. Концепции „ответственность по защите“ и „ответственность во время защиты“ должны развиваться параллельно». После этого бразильские дипломаты разработали документ под названием «Ответственность во время защиты: элементы по развитию и продвижению концепции», а 9 ноября 2011 г. официальный представитель Бразилии в ООН Мария Луиза Рибейру Виотти представила данную концепцию перед членами Совета Безопасности ООН.

## Принципы
- Приоритетное значение имеет превентивная дипломатия, которая выступает в качестве инструмента снижения риска возникновения гуманитарной катастрофы и человеческих жертв в результате неё;
- Мировое сообщество должно использовать все возможные мирные средства для обеспечения безопасности гражданского населения при угрозе насилия в соответствии с целями и принципами Устава ООН и положениями Итогового документа Всемирного саммита 2005 г.;
- Использование военной силы, в том числе в случае применения принципов «ответственности по защите», всегда должно санкционироваться Советом Безопасности ООН в соответствии с главой 7 Устава ООН либо, в исключительных случаях, Генеральной Ассамблеей ООН согласно Резолюции 377 (V);
- Санкция на применение военной силы должна очерчивать правовые, операциональные и временные рамки операции, а масштабы операции должны соответствовать общей цели и формулировкам мандата, возложенного Советом Безопасности или Генеральной Ассамблеей ООН. Гуманитарная операция должна проводиться в строгом соответствии с нормами и принципами международного права, в частности, международного гуманитарного права и права международных вооруженных конфликтов;
- Применение военной силы должно повлечь за собой как можно меньше насилия и не должно способствовать развитию нестабильности, и ни при каких условиях не должно причинить больше вреда, чем оно было призвано предотвратить;
- В случае, если рассматривается идея применения силы, военная операция должна проводиться в соответствии с принципами целесообразности, пропорциональности и высокой степени вероятности достижения позитивного результата, а также она должна соответствовать целям, установленным Советом Безопасности ООН;
- Настоящие принципы должны применяться с момента принятия резолюции, санкционирующей применение силы, и до принятия резолюции, закрепляющей окончание действия мандата;
- Для того чтобы обеспечить безопасность гражданского населения во время проведения гуманитарной операции Совету Безопасности ООН необходимо применять усовершенствованные процедуры контроля и оценки интерпретации и выполнения принятых резолюций;
- Совет Безопасности ООН должен гарантировать, что те лица или организации, на которых возложено проведение военной операции, понесут ответственность за свои действия[4].

## Отличия от «ответственности по защите»
По словам бывшего министра иностранных дел Бразилии Антониу Патриота, концепция «ответственность во время защиты» разграничивает понятия «коллективная безопасность» и «коллективная ответственность». «Ответственность во время защиты» придаёт особое значение роли отдельных государств, международных организаций, неправительственных организаций, гражданского общества и других международных акторов в усилиях по предотвращению гуманитарных кризисов средствами, не предполагающими принуждения. Подобные средства включают своевременные предупреждение об угрозе кризиса и анализ, предотвращение появления основных причин кризиса, проведение миссий расследования и т. п.; то есть в основе «ответственности во время защиты» лежит не просто цель предотвратить гуманитарную катастрофу, а по возможности предотвратить и саму военную операцию, проводимую в гуманитарных целях. Кроме того, в концепции «ответственность во время защиты» приоритет отдаётся сохранению международного права как основы международного порядка, а принятие односторонних действий является недопустимым. Ещё одним важным отличием «ответственности во время защиты» является наложение ответственности на тех лиц, которые руководят военными действиями в ходе гуманитарной операции, с той целью, чтобы они не смогли избежать наказания в случае попытки превышения мандата и достижения целей, не прописанных в резолюции Совета Безопасности ООН. В отличие от «ответственности по защите», которая отражает ограниченность государственного суверенитета, «ответственность во время защиты» вновь налагает ограничения на возможность международного сообщества обойти принцип невмешательства во внутренние дела суверенного государства.

## Реакция
Концепция «ответственность во время защиты» была позитивно воспринята всеми странами группы БРИКС, а также Аргентиной и Коста-Рикой. Исследователи из Глобального центра по вопросам ответственности по защите и бывший глава Комиссии по вопросам вмешательства и государственного суверенитета Гарет Эванс увидели в «ответственности во время защиты» уникальный инструмент для устранения разногласий между противниками и сторонниками концепции «ответственность по защите» в лице стран Запада, с одной стороны, и России и Китая — с другой. Позитивный отзыв концепция получила и от Генерального секретаря ООН Пан Ги Муна, который, однако, заметил, что инициатива Бразилии очень полезна для дальнейшего развития риторики по вопросу о гуманитарных интервенциях, но имеет некоторые недостатки.

## Критика
Несмотря на то, что в «ответственности во время защиты» заложена благородная цель предотвращения гибели мирных жителей, концепции не удалось избежать негативных отзывов со стороны западных государств. Основной скептицизм в отношении концепции высказали представители США, Великобритании, Франции и ФРГ. По мнению ФРГ, отрицательной характеристикой документа, представленного Бразилией, выступает «отсутствие хорошо сформулированной новой концептуальной основы». Советник Генерального секретаря ООН Фрэнсис Дэнг также поставил под вопрос состоятельность «ответственности во время защиты» как новой концепции, предположив, что она может стать лишь новым подходом к рассмотрению «ответственности по защите». Также представители ФРГ и советник Генерального секретаря ООН Эдвард Лак резко раскритиковали заложенную в «ответственности во время защиты» необходимость следовать определённому алгоритму до принятия решения об осуществлении гуманитарного вмешательства. Они заявили, что «строгий хронологический порядок, по которому мировое сообщество сначала должно исчерпать все мирные средства предотвращения катастрофы и только, установив, что обстоятельства имеют исключительный характер, приступать к проведению военной операции, сделает невозможным принятие срочных решительных мер по предотвращению катастрофы».

## Дальнейшая судьба
На сегодняшний день «ответственность во время защиты» продолжает упоминаться в дискуссиях по вопросу о гуманитарном вмешательстве, однако, главный инициатор и автор идеи — бразильское руководство — по всей видимости, исключил своё детище из приоритетных вопросов повестки дня. В условиях, когда бывшие яростные противники концепции заявили, что готовы к её более детальному рассмотрению, Бразилия не раз фактически отходила от изначальных положений концепции и заявляла в ответ на критику в адрес жесткой хронологии, заложенной в концепции, что меры в случае наличия угрозы для жизни мирного населения должны приниматься в логическом, а не хронологическом порядке. Ряд исследователей заявляют, что Бразилия уже достигла своей цели, показав, что и она способна выступать с предложениями, которые могут изменить характер международной системы в ближайшие десятилетия, но не готова возглавить дискуссию на международном уровне. Без поддержки своего автора «ответственность во время защиты» имеет мало шансов на успех, и если не найдется новый лидер, способный поддержать её продвижение, скорее всего будет «похоронена».